# Sfântul Filaret
Sfântul Filaret (n. 702 d.Hr., Paflagonia, Turcia – d. 1 decembrie 792 d.Hr., Constantinopol, Imperiul Roman de Răsărit) a fost un ascet creștin din Paflagonia, nordul Anatoliei, numărat în rândul „nebunilor întru Cristos”.